# Sturmia nigroscutellata
Sturmia nigroscutellata là một loài ruồi trong họ Tachinidae.